# جيمس غافيغان
جيمس غافيغان (بالإنجليزية: James Gaffigan)‏ هو موزع أمريكي، ولد في 1979 في نيويورك في الولايات المتحدة.

## وصلات خارجية
- جيمس غافيغان على موقع ميوزك برينز (الإنجليزية)
- جيمس غافيغان على موقع أول ميوزيك (الإنجليزية)
- جيمس غافيغان على موقع ديسكوغز (الإنجليزية)